# Активний платіжний баланс
Акти́вний платі́жний бала́нс — платіжний баланс, у якому сума надходжень перевищує суму витрат і платежів. Активний платіжний баланс країни виникає, коли сума грошей, що надходять в економіку держави з-за кордону, перевищує суму платежів що йдуть за кордон.